# Sidecar

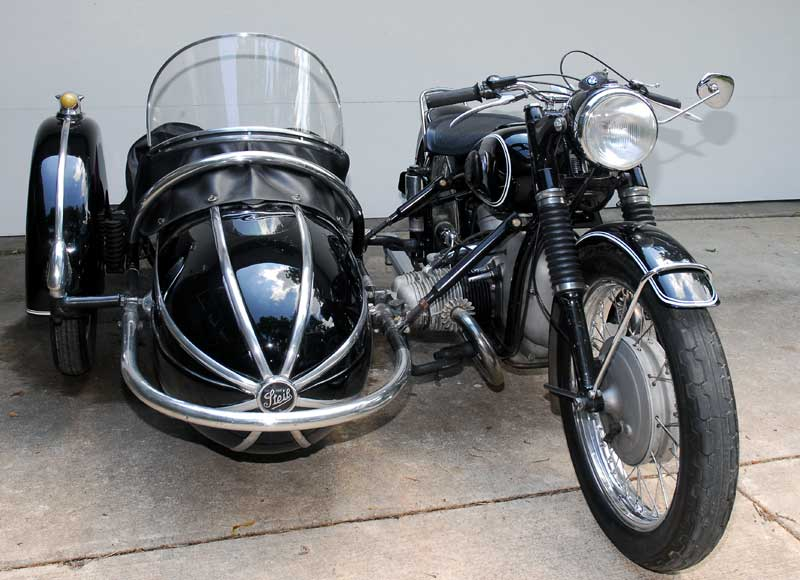
BMW R68 1954 com sidecar Steib

O sidecar é um dispositivo de uma única roda preso a um lado de uma motocicleta, resultando em um veículo de três rodas.
Os sidecars antigos eram planejados para serem dispositivos removíveis que pudessem ser retirados da motocicleta. A primeira menção a um side car foi feita em um desenho de George Moore em 7 de janeiro de 1903 publicado no jornal britânico "Motor Cycling". Três semanas depois uma patente provisória foi concedida ao Sr. W. J. Graham da Graham Brothers, Enfield, Middlesex.

## Estrutura
Uma motocicleta side car é um veículo de três rodas com uma roda lateral que não é alinhada diretamente com a roda traseira da motocicleta, e é normalmente tracionado apenas pela roda traseira.  É assim diferente de um triciclo motorizado, no qual as duas rodas traseiras são tracionadas e compartilham o mesmo eixo. No entanto, P.V. Mokharov da União Soviética ou H.P Baughn da Grã-Bretanha parecem ter sido os primeiros a empregar uma roda de side car dirigível em 1932.